# Laura Christensen
Laura Christensen   (Østerbro, 26 de gener de 1984) és una actriu danesa. Va debutar com a actriu infantil a la pel·lícula Min fynske barndom i va tenir el seu primer paper important a Tøsepiger.
És coneguda pels seus papers a les sèries de televisió The Kingdom, Strisser på Samsø, Taxa i Efterforskningen. El 2005 va ser nominada al premi Robert com a millor actriu secundària per la seva interpretació d'una mare adolescent a Aftermath de Paprika Steen, premi que finalment va guanyar el 2024 pel seu treball com a carcellera a Prisoner.